# Armoriale delle famiglie italiane (Marl-Marz)
Questo è l'armoriale delle famiglie italiane il cui cognome inizia con le lettere che vanno da Marl a Marz.

## Armi

### Marl
| Stemma | Casato e blasonatura |
| ------ | --- |
|        | Marliani (Firenze) Di..., al destrocherio di carnagione vestito di..., impugnante un fascio di tre spighe di... (citato in (26)) |
|        | Marliani (Milano) Leopardo illeonito (citato in DAlena) |
|        | Marlianici (Sondrio, Cremona) donzella in maestà di carnagione vestita di argento tenente con la destra un rastrello al naturale e con la sinistra un giglio di argento su azzurro (citato in LEOM) d'azzurro, alla fanciulla di carnagione vestita d'argento e tenente con la mano destra un rastrello al naturale e con la mano sinistra un giglio d'argento (citato in BLCR) Immagine in Blasonario Cremonese (archiviato dall'url originale il 7 aprile 2014). |

### Marm
| Stemma | Casato e blasonatura |
| ------ | --- |
|        | Marmaroli (Firenze) Di..., alla biscia attorcigliata di..., sostenuta dalla roccia di..., emergente dal mare di..., e sormontata da una stella a otto punte di... (citato in (26)) |
|        | Marmi (Firenze) Fasciato ondato d'argento e d'azzurro, al capo d'oro caricato di tre palle di rosso ordinate fra i quattro pendenti di un lambello d'azzurro alias D'argento, a due fasce ondate d'azzurro, e al capo pure d'argento, sostenuto da una divisa d'oro, caricato di tre palle di rosso, poste tra i quattro pendenti di un lambello d'azzurro (citato in (26))                                                                   |
|        | Marmorato (Crotone) Titolo: visconte Tre rettangoli così disposti: 1° rettangolo a sinistra: 4 bande ondulate trasversali nere affiancate a 5 bande ondulate trasversali oro; 2° rettangolo a destra sfondo azzurro con ruota di carro con 8 raggi; 3° rettangolo orizzontale, posto sotto i precedenti, con sfondo avorio contenente testa di Moro sormontata da una stella d'oro a 6 punte. (citato in Archivio Genealogico Cimino, Genova) |
|        | Marmont du Haut Champ (Milano) Pentola di oro posta su monte di argento uscente dalla punta su rosso - 4 lune montanti di argento poste in fascia in alto su rosso (citato in LEOM) |

### Marn
| Stemma | Casato e blasonatura                                                    |
| ------ | ----------------------------------------------------------------------- |
|        | Marnate (la blasonatura non è stata ancora caricata) (citato in DAlena) |

### Maro
| Stemma | Casato e blasonatura |
| ------ | --- |
|        | Marocchetti o Marucchetto (Biella, Torino, Vaux sur Seine) Titolo: baroni Troncato, al 1° d'azzurro, alla stella d'argento, al 2° d'azzurro, mareggiato d'argento, con la fascia d'oro nella partizione, carica di tre leoni di rosso (citato in (28)) alias Troncato, al 1° d'azzurro, alla stella d'argento, al 2° d'argento, mareggiato d'azzurro, con la fascia d'oro nella partizione, carica di tre leoni di rosso (citato in (28)) 3 leoni rampanti di rosso su fascia di oro su troncato di azzurro e - mareggiato di azzurro e di argento - stella (5 raggi) di argento in alto su azzurro (citato in LEOM) Motto: Consilio et vi |
|        | Marocchino (San Germano) Titolo: baroni di Fiorano Di rosso, al leone d'argento, con il capo d'azzurro, cucito, carico di tre gigli, d'oro (citato in (28)) |
|        | Marocco (Caiazzo) d'azzurro antico, alla torre (o rocca) al naturale poggiante su un mare ondoso azzurro (citato in (31)) Notizie storiche in Nobili napoletani. |
|        | Marocelli o Maroncelli di rosso, a tre aquilotti d'argento (citato in (5) – pag. 108) |
|        | Maroelli (Alessandria) Titolo: consignori di Castellengo Di rosso, al leone coronato d'oro, con la fascia d'argento, attraversante alias Di rosso, al leone coronato d'argento, con la fascia dello stesso, attraversante (citato in (28)) |
|        | Marogna (Verona) monte isolato di 15 cime di argento poste 1,2,3,4,5 tutto su rosso (citato in LEOM) |
|        | Maroldi (Udine) Gallo (citato in DAlena) |
|        | Maroli (Brescia, Trenzano, Dalmazia) troncato di rosso a due semivoli d'oro accostati in punta, cimati da un leone linguato passante dello stesso (citato in Piovanelli) |
|        | Marone o De Mronis o Marrone (Crescentino) D'oro, al castagno nutrito sulla pianura, il tutto di verde, accompagnato da due ricci di castagna, al naturale alias D'oro, al castagno nutrito sulla pianura, il tutto di verde (citato in (28)) |
|        | Marone Cinzano (Torino, Losanna, Ginevra) Titolo: conti Di rosso, al leone d'oro (citato in (28)) |
|        | Marongio o Marongiu (Sassari, Bessude) albero al naturale uscente da terrazzo dello stesso accompagnato a sinistra dal - nome di MARIA in lettere maiuscole di nero e a destra da - un agnello passante al naturale su rosso - veliero a 2 alberi al naturale su mare dello stesso uscente dalla punta su azzurro (citato in LEOM) |
|        | Maroni (Cagli) (la blasonatura non è stata ancora caricata) (citato in DAlena) |
|        | Maronis (Torino) D'azzurro, a tre castagne d'oro Motto: À saison (citato in (28)) |
|        | Marostica (Treviso) Gatto (citato in DAlena) |
|        | Marotta (Molise, Polizzi, Messina) Titolo: barone di Sant'Agata o Roccamedici Inquartato: nel 1° e 4° d'azzurro al drago d'argento galleggiante sul mare dello stesso, mirante una stella pure d'argento posta nel cantone destro del capo; nel 2° e 3° d'argento a tre bande d'azzurro (citato in DAlena e in (29)) alias inquartato: nel 1° e 4° di azzurro, al drago d'argento nuotante in un mare dello stesso, guardante una stella d'argento posta nel canton destro dello scudo; nel 2° e 3° d'argento, a tre bande ondate d'azzurro (citato in Mango e in (32)) drago natante in un mare mirante - stella (5 raggi) posta in alto a sinistra tutto di argento su azzurro - 3 bande ondate di azzurro su argento (citato in LEOM) Notizie storiche in Famiglie nobili di Sicilia. Ulteriori notizie storiche in Famiglie nobili di Sicilia. |
|        | Marozzi (Viterbo) (la blasonatura non è stata ancora caricata) (immagine dello Stemmario reale di Baviera.) |

### Marp
| Stemma | Casato e blasonatura |
| ------ | --- |
|        | Marpillero (Venzone) d'azzurro alla colomba sul monte di tre cime all'italiana tenente in becco un ramoscello d'ulivo di nero (citato in (13)) |

### Marr
| Stemma | Casato e blasonatura |
| ------ | --- |
|        | Marra (Messina) d'azzurro, alla banda doppia merlata d'argento accompagnata in capo da un lambello di tre gocce di rosso (citato in Mango) |
|        | Marracci (Pisa) D'azzurro, al leone d'oro, tenente in palo una mazza d'arme dello stesso (citato in (26)) leone rampante di oro tenente con le zampe anteriori una mazza ferrata dello stesso posta in palo su azzurro (citato in LEOM) alias D'azzurro, al leone d'oro, tenente in palo una mazza d'arme d'argento (citato in (26))                                                                       |
|        | Marraccini (Pistoia) D'argento, al mare al naturale sormontato da due fiamme di rosso, accompagnate in capo da una stella a otto punte d'oro alias Troncato: nel 1° d'argento, a tre fiamme di rosso, 1.2; nel 2° fasciato ondato d'azzurro e d'argento (citato in (26)) |
|        | Marradi (Firenze) D'azzurro, alla marra al naturale, posta in palo e sormontata da tre stelle a otto punte d'oro, 1.2 (citato in (26)) alias D'azzurro, alla marra al naturale, posta in banda e sormontata da tre stelle a otto punte d'oro, 1.2 (citato in (26)) (DE) In Blau 1 naturfarben gestielte silberne Sense, oben begleitet von 3 achtstrahligen goldenen Sternen 1:2 gestellt (citato in KHIF) |
|        | Marraffi (Firenze) Di..., al destrocherio di..., vestito di... e impugnante un'ancora a tre uncini capovolta in palo di...; il tutto abbassato sotto il capo d'Angiò (citato in (26)) |
|        | Marramaldo (Napoletano) (la blasonatura non è stata ancora caricata) (citato in (31)) |
|        | Marrese (Francia, Monopoli, Rutigliano) Titolo: nobile d'oro al leone di nero tenente tra le branche anteriori un bastone nodoso di verde (citato in (36)) |
|        | Marretti (Siena) Di rosso, alla fascia diminuita d'oro accompagnata in capo da un cane rampante d'argento, collarinato d'oro, nascente dalla fascia, e in punta da tre foglie d'oro, 2.1 (citato in (26)) |
|        | Marri (San Gimignano) Troncato: nel 1° d'azzurro, al ramarro (o lucertola) passante al naturale; nel 2° scaccato di nero e d'argento alias Scaccato di nero e d'argento, al capo d'azzurro caricato di un ramarro passante al naturale (citato in (26)) |
|        | Marris (la blasonatura non è stata ancora caricata) (citato in DAlena) |
|        | Marro o Mare (Torino) D'azzurro, al vascello guernito navigante sul mare, il tutto al naturale Motto: Fortuna comes (citato in (28)) |
|        | Marrone (Molise) (la blasonatura non è stata ancora caricata) (citato in DAlena) |
|        | Marroni (Firenze) Di rosso, alla gemella in fascia d'argento (citato in (26)) |
|        | Marrucelli (Firenze) Di..., alla banda di...,caricata di tre rose di..., e accompagnata nel cantone sinistro del capo da una rosa di..., e nel cantone destro della punta da un giglio di... (citato in (26)) |

### Mars
| Stemma | Casato e blasonatura |
| ------ | --- |
|        | conti de' Marsi (Abruzzo) D'argento alla fascia di rosso (citato in DAlena) |
|        | Marsiai (Feltre) braccio destro uscente da destra vestito di nero tenente con la mano di carnagione una foglia di palma di verde accompagnato da - 4 palle di oro poste a 2 a 2 in sbarra e in banda tutto su verde (citato in LEOM) |
|        | Marsigli Rossi Lombardi (Bologna) aquila di nero coronata di oro su oro - ponte a 3 luci sormontato da 3 merli alla ghibellina fortificato a sinistra di una torre su fiume tutto al naturale su azzurro - capo d'Angiò - leone rampante di oro su fasciato di argento e di nero - capo d'Angiò - croce di Sant'Andrea di nero su oro - capo di azzurro gigliato di oro (citato in LEOM) |
|        | Marsiglia o Marsillia o Marcilla (Pinerolo) Troncato, al 1° d'azzurro, alla stella d'oro, al 2° d'argento mareggiato d'azzurro (citato in (28)) |
|        | Marsiglia (Sicilia, Francia) Titolo: nobili troncato di rosso e d'argento a tre rose dell'uno e dell'altro colore (citato in (29)) 3 rose su troncato di rosso e di argento poste 2,1 - 2 di argento su rosso una di rosso su argento (citato in LEOM) |
|        | Marsili (Bologna) d'argento, al ponte di Reno al naturale; al capo d'Angiò (citato in (9) – pag. 534) |
|        | Marsili (Bologna) partito: nel 1º d'oro, all'aquila di nero coronata del campo; nel 2º d'argento, al ponte di Reno al naturale, al capo d'Angiò (citato in (9) – pag. 534) |
|        | Marsili (Firenze) Di rosso, a sei rose d'argento, 3.2.1 alias Di rosso, a sei rose d'argento, 3.2.1; con il capo dell'Impero d'Oriente alias Di rosso, a tre rose d'argento, 2.1 (citato in (26)) |
|        | Marsili (Firenze) D'azzurro, a tre anelletti d'oro, 2.1 (citato in (26)) |
|        | Marsili (Siena, Firenze) Di rosso, a sei foglie (o pampini) d'oro, 3.2.1, talvolta fruttiferi dello stesso, accompagnati in capo da una crocetta dello stesso (citato in (26)) |
|        | Marsili (Siena) (la blasonatura non è stata ancora caricata) (citato in BNDD) Immagine ne L'araldica sarteanese nei secoli. |
|        | Marsili (Mercatello sul Metauro) castello a 3 torri merlate alla guelfa 2 laterali poste sui fianchi su terrazzo erboso tutto al naturale su azzurro -3 gigli di oro posti in fascia separati da 4 gocce di un lambello rovesciato dello stesso in alto su azzurro (citato in LEOM) |
|        | Marsili Duglioli (Bologna) ponte fortificato a sinistra da torre al naturale su mare ondato di azzurro su azzurro - capo d'Angiò (citato in LEOM) |
|        | Marsili Duglioli (Bologna) 3 stelle (5 raggi) di oro su fascia di azzurro su oro - 3 stelle (5 raggi) di oro su azzurro in capo (citato in LEOM) |
|        | Marsili Duglioli (Bologna) 6 foglie di vite accompagnate da piccoli grappoli poste in piramide rovesciata e sormontate da - crocetta patente tutto di oro su rosso (citato in LEOM) |
|        | Marsili Libelli (Siena, Firenze) 3 stelle (8 raggi) di oro su fascia di rosso su - leone rampante troncato di oro e di verde su troncato di verde e di oro (citato in LEOM) |
|        | Marsilii (Toscana) (DE) In Rot 3 silberne Rosen, 2:1 gestellt (citato in KHIF) |
|        | Marsucco (Imperia, Torino) aquila coronata di nero su azzurro - 3 crocette di oro poste in fascia in alto - 3 gigli di oro posti in fascia in basso su azzurro - leone rampante coronato di oro verso - albero di olivo al naturale sradicato su rosso - crocetta di oro in alto a sinistra su rosso (citato in LEOM)                                                                    |
|        | Marsuppini (Firenze) D'azzurro, al monte di sei cime di rosso, posto in mezzo a tre stelle a otto punte d'oro, 2.1 alias D'azzurro, al monte di tre cime di rosso, posto in mezzo a tre stelle a otto punte d'oro, 2.1 (citato in (26)) |

### Marta
| Stemma | Casato e blasonatura |
| ------ | --- |
|        | Marta (Castelfranco Veneto, Milano, Venezia, Padova) d'azzurro, al porco passante fra le fiamme moventi dalla punta dello scudo al naturale, sormontato da un sole d'oro orizzontale a destra (citato in (2) – pag. 428 e in DAlena) maiale al naturale passante tra un fuoco di rosso uscente dalla punta su azzurro - sole raggiante di oro nel canton sinistro del capo su azzurro (citato in LEOM) |
|        | Marta (Vercelli) D'azzurro, alla torre d'argento, di due palchi, sormontata da tre stelle d'oro, male ordinate, accompagnata in punta da un serpe d'argento, concavo in fascia (citato in (28)) |

### Marte
| Stemma | Casato e blasonatura |
| ------ | --- |
|        | Martellacci Titolo: Nobili di Corneto (la blasonatura non è stata ancora caricata) (citato in DAlena) |
|        | Martellacci Cotta Titolo: Nobili di Corneto (la blasonatura non è stata ancora caricata) (citato in DAlena) |
|        | Martelli (Firenze) di rosso, al grifo d'oro (citato in (2) – pag. 300 e in DAlena) |
|        | Martelli (Toscana) (DE) In Rot 1 goldener Drache (citato in KHIF) |
|        | Martelli (Firenze) Di rosso, al grifone d'oro alias Di rosso, al grifone d'oro, con il capo di Santo Stefano (citato in (26)) |
|        | Martelli o Martello (Messina, Augusta) Titolo: barone di Pezzagrande di rosso al grifo d'oro (citato in (29) e in Mango) |
|        | Martelli o Martello (Firenze, Augusta) grifo rampante di oro su rosso (citato in LEOM) |
|        | Martelli (Firenze) Di rosso, al grifone al naturale (citato in (26)) |
|        | Martelli (Firenze) Di..., alla sbarra di..., e al martello posto in banda attraversante di... (citato in (26)) |
|        | Martelli (Pescia) Di..., alla fascia di..., sormontata da tre stelle a otto punte di... ordinate in capo, e accompagnata in punta da un destrocherio di..., vestito di..., tenente in palo un martello attraversante sulla fascia (citato in (26)) |
|        | Martelli (Pinerolo) Titolo: consignori di Campiglione, Mombrone Di rosso, a due martelli d'oro, manicati d'argento, affrontati e decussati (citato in (28)) |
|        | Martelli o Martello (Nizza) Titolo: nobile Di rosso, al grifone d'oro (citato in (28) e in (34)) Cimiero: il grifone del campo nascente, tenente una fiaccola di nero, accesa Motto: Virtuti fortuna comes |
|        | Martelli (Orta San Giulio) D'argento, al braccio armato al naturale, guarnito d'oro, tenente con la mano di carnagione un (martello?) d'oro (citato in (28)) |
|        | Martelli (Pisa) grifo rampante di oro tenente nella zampa anteriore destra un martello al naturale su rosso (citato in LEOM) |
|        | Martellini (Firenze) di rosso, alla cervia rampante d'argento (citato in (5) – pag. 47) |
|        | Martellini (Toscana) (DE) In Rot 1 naturfarbener Hirsch (citato in KHIF) |
|        | Martellini (Pescia) D'azzurro, a tre martelli d'argento, manicati al naturale, impugnati da un destrocherio di carnagione, armato d'argento, e sormontati da una stella a otto punte d'oro (citato in (26)) (DE) In Blau 1 aus dem linken Schildrand hervorkommender geharnischter Linkarm, 3 garbenweise gestellte naturfarben gestielte silberne Hämmer haltend und oben begleitet von 1 achtstrahligen goldenen Stern (citato in KHIF) alias D'azzurro, a tre martelli d'argento, manicati al naturale, impugnati da un destrocherio di carnagione, armato d'argento, e sormontati da tre stelle a sei punte d'oro ordinate in capo (citato in (26)) |
|        | Martellini (Firenze) Di rosso, al cervo saliente d'argento alias Di rosso, al cervo saliente d'argento, con il capo di Santo Stefano (citato in (26)) |
|        | Martellini (Fiernze) Di rosso, al monte di sei cime d'oro sostenente un falcone sorante dello stesso, talvolta con la zampa destra alzata, in atto di afferrare il sonaglio con il becco; e alla banda diminuita d'azzurro attraversante sul tutto alias Di rosso, al monte di sei cime d'oro sostenente un falcone sorante al naturale, sonagliato d'oro, talvolta con la zampa destra alzata, in atto di afferrare il sonaglio con il becco; e alla banda diminuita d'azzurro attraversante sul tutto (citato in (26)) |
|        | Martellini (Toscana) (DE) In Rot 1 blauer Schrägbalken, überdeckt von 1 linksgewendeten silbernen Vogel, dieser 1 schwebenden goldenen Sechsberg besetzend (citato in KHIF) |
|        | Martellini (Livorno) 3 martelli in palo su fascia di oro accompagnata da - 3 stelle (8 raggi) dello stesso poste 2,1 su azzurro (citato in LEOM) |
|        | Martellini (Cesena) (la blasonatura non è stata ancora caricata) (citato in BLCW) Immagine in Blasone Cesenate. |
|        | Martellini del Falcone (Firenze) banda di azzurro su - falco al naturale posto su monte a 6 cime di oro uscente dalla punta nell'atto di strapparsi il sonaglio che tiene legato alla zampa sinistra tutto su rosso (citato in LEOM) |
|        | Martellini del Lion Rosso (Livorno, Firenze) D'azzurro, alla fascia d'oro caricata di tre martelli coricati di nero, e accompagnata da tre stelle a otto punte d'oro, 2.1 alias D'azzurro, alla fascia d'oro caricata di tre martelli in banda di nero, e accompagnata da tre stelle a otto punte d'oro, 2.1 (citato in (26)) |
|        | Martellini della Cerva (Firenze) Cervo (citato in DAlena) |
|        | Martello (Sicilia) Titolo: signore di Pezzagrande di rosso, al grifo d'oro (citato in (32)) Notizie storiche in Famiglie nobili di Sicilia. |
|        | Martellucci (Firenze) D'azzurro, al monte di sei cime d'argento, sormontato da due martelli decussati al naturale (citato in (26)) |

### Marti
| Stemma | Casato e blasonatura |
| ------ | --- |
|        | Martignano (Padova) fascia di nero sul secondo quarto dell' - inquartato di rosso e di argento (citato in LEOM) |
|        | Martignoni (Firenze) D'azzurro, alla base di colonna d'argento (citato in (26)) |
|        | Martignoni (Milano) castello di rosso a 2 torri nei fianchi merlato alla ghibellina su oro (citato in LEOM) |
|        | Martignonibus de Boladello (la blasonatura non è stata ancora caricata) (citato in DAlena) |
|        | Martignonibus de Roate (la blasonatura non è stata ancora caricata) (citato in DAlena) |
|        | Martin (Firenze) D'argento, al palo di rosso caricato di due api montanti d'oro, ordinate l'una sull'altra (citato in (26)) |
|        | Martin (Tarantasia, Torino) Titolo: conti di Montù Beccaria, Orfengo D'azzurro, all'agnello d'argento, pascente sulla campagna di verde, cucita alias Partito, al 1° d'azzurro, alla torre d'argento; al 2° d'azzurro, all'agnello d'argento, pascente nella campagna di verde, cucita, accompagnata, in capo da tre stelle d'oro, male ordinate; il tutto con il capo d'oro, carico di tre ramoscelli di rosaio, al naturale (citato in (28)) torre di argento merlata alla guelfa su azzurro - agnello passante di argento su terrazzo di verde su azzurro - 3 stelle (5 raggi) di oro poste 1,2 in alto su azzurro - 3 piantine di rosa fiorite di più pezzi uscenti dalla partizione al naturale su oro in capo (citato in LEOM) Motto: Dominus videt - Dominus videbit |
|        | Martin (Torino, Pinerolo) agnello pascente di argento su terrazzo di verde su azzurro (citato in LEOM) |
|        | Martin Franklin (Napoli, Parigi, Torino, Roma) Titolo: conti; nobili D'argento, al leone di rosso, movente da un monticello di nero, uscente dalla punta, con il capo d'azzurro, carico di due stelle d'oro (citato in (28)) leone rampante di rosso su monticello di nero uscente dalla punta su argento - 2 stelle (5 raggi) di oro su azzurro in capo (citato in LEOM) |
|        | Martina o Martini (Saluzzo) D'argento, alla banda d'azzurro, accostata da sei biglietti di nero, tre per lato, accostati da due filetti, pure di nero Motto: Virtuti (citato in (28)) |
|        | Martina (Dronero) Titolo: conti di Corneliano Inquartato, al 1° e 4° di rosso,all'aquila d'oro, al 2° e 3° d'oro, al castello di rosso; con il capo d'argento, carico di una banda d'azzurro, accostata da due filetti di nero, e da sei biglietti dello stesso tre per parte, fra la banda ed i filetti; e sul tutto d'argento, caricato di un castello rosso alias Troncato, sopra, d'argento, alla banda d'azzurro, accostata da due filetti, di nero, e da sei biglietti dello stesso tre per parte, fra la banda ed i filetti; sotto, inquartato: al 1º e 4º di rosso, all'aquila d'oro, al 2º e 3º d'argento, al castello d'oro, e sul tutto d'argento, caricato di un castello rosso Motto: Virtuti omnia parent (citato in (28)) |
|        | Martina (Canosio) Inquartato, al 1° e 4° di rosso,all'aquila d'oro, al 2° e 3° d'oro, al castello di rosso; con il capo d'argento, carico di una banda d'azzurro, accostata da due filetti di nero, e da sei biglietti dello stesso tre per parte, fra la banda ed i filetti; e sul tutto d'argento, caricato di un castello rosso Motto: Virtuti omnia parent (citato in (28)) |
|        | Martina (Torino) castello di rosso a 2 torri su scudetto di argento su - aquila di oro su rosso - castello a 2 torri di rosso su oro - banda di azzurro accompagnata da 2 filetti in banda di nero e da 6 plinti dello stesso posti 3,3 tra la banda e i filetti su argento in capo (citato in LEOM) |
|        | Martina (Costigliole Saluzzo) D'azzurro, alla banda mareggiata d'argento e d'azzurro, accompagnata in capo da una stella d'oro, in punta da un agnello d'argento, ombrato di nero Motto: Nil contra (citato in (28)) |
|        | Martina (Airasca) Troncato d'argento e d'oro, al leone nero, linguato di rosso (citato in (28)) |
|        | Martinasso (Almese) D'azzurro, alla fascia d'oro, accompagnata in capo da due bande, d'argento, e in punta da un cuore del secondo, trafitto da una saetta di rosso (citato in (28)) |
|        | Martinelli (Firenze) Di..., alla banda di..., accompagnata da sei rose di..., ordinate in cinta, 3.3 (citato in (26)) |
|        | Martinelli (Asolo) di … alla colonna di … posta su di un monte di tre cime di … nascente dalla punta. Alla fascia alzata di … accompagnata in capo da un giglio di … accostato di due stelle di … (citato in DAlena) |
|        | Martinelli (Napoli, Monopoli) Titolo: patrizio di Salerno d'argento alla fenice sulla sua immortalità fissante un sole d'oro, accompagnata da due spade decussate al naturale (citato in (29)) d'argento, alla fenice sulla sua immortalità, al naturale, fissante un sole d'oro posto nel canton destro del capo, e accompagnata in punta da due spade al naturale poste in decusse (citato in Mango) fenice al naturale sulla sua immortalità di rosso mirante - sole raggiante di oro posto nel canton sinistro del capo su argento - 2 spade al naturale incrociate punte in alto in basso su argento (citato in LEOM) |
|        | Martinelli (Vallo di Nera) sbarra di oro su grifo rampante nascente dalla troncatura di argento su azzurro - 2 fasce ondate di rosso su argento (citato in LEOM) |
|        | Martinelli (Anagni) fascia di oro su rosso - 2 stelle (6 raggi) di oro poste in fascia in alto su rosso - montone fermo su terrazzo erboso tutto al naturale in punta su rosso (citato in LEOM) |
|        | Martinelli (Portogruaro) colonna di argento posta in banda cimata da - un passero (uccello) al naturale rivolto su troncato di azzurro e - fasciato di argento e di rosso (4 pezzi) - giglio di oro posto in banda a destra su azzurro (citato in LEOM) |
|        | Martinelli (Bione, Gavardo) due leoni linguati controrampanti sostenenti una croce (citato in Piovelli) |
|        | Martinelli (Cesena) (la blasonatura non è stata ancora caricata) (citato in BLCW) Immagine in Blasone Cesenate. |
|        | Martinelli della Zampa (Cesena) (la blasonatura non è stata ancora caricata) (citato in BLCW) Immagine in Blasone Cesenate. |
|        | Martinengo (Lombardia, Veneto) leone di San Marco "in moleca" di oro su - aquila di rosso coronata di oro su oro (citato in LEOM) |
|        | Martinengo Colleoni (Brescia) Titolo: marchesi di Borgo S. Martino, Pianezza; signori di Casteggio D'oro, all'aquila di rosso alias Inquartato: al 1° d'oro, all'aquila di rosso, coronata del campo, al 2° d'azzurro, seminato di gigli d'oro, al 3° di rosso, a due morsi di cavallo, d'argento, posti in banda, al 4° troncato di rosso e d'argento, a tre cuori rivoltati (ovvero: paia di testicoli), due d'argento nel primo, uno di rosso nel secondo (citato in (28)) |
|        | Martinengo Colleoni (Lombardia, Veneto) 3 tronchetti nodosi di rosso posti in banda un sull'altro su scudetto di argento su - aquila di rosso coronata di oro su oro - 10 gigli posti 3,4,3, di oro su azzurro - cotissa trinciata di argento e di rosso ingolata da - 2 teste di leone in alto a sinistra e in basso a destra di oro tutto su rosso - 3 testicoli posti 2,1 - 2 di argento sul rosso del troncato di rosso e di argento e uno di rosso su argento (citato in LEOM) |
|        | Martinengo o Martinengo dalle Palle o Martinengo Cesaresco (Brescia) aquila di rosso coronata di oro su oro (citato in LEOM) |
|        | Martinengo Villagana (Brescia, Roma) aquila di argento coronata di oro su azzurro - 3 gigli di oro posti 2,1 su azzurro tutto su scudetto su - aquila di rosso coronata di oro su oro (citato in LEOM) |
|        | Martinet (Aosta) Di nero, a tre martelli d'oro (citato in (28)) |
|        | Martinetti (Chieri) Inquartato, al 1° e 4° bandato di rosso e d'oro, al 2° e 3° d'azzurro, a un semivolo d'argento (citato in (28)) |
|        | Martinetti-Bianchi (Chieti) Titolo: marchesi (la blasonatura non è ancora caricata) (presente nel Palazzo Martinetti Bianchi di Chieti) |
|        | Martinetto o Martinetti (Torino) Fasciato d'argento e di rosso, con il capo d'azzurro, carico di un agnello d'argento, passante Motto: Omnium victor eris si patiens fueris (citato in (28)) |
|        | Martinez (Sardegna) (la blasonatura non è ancora caricata) |
|        | Martinez (Sassari) agnello pasquale accosciato su azzurro - 3 foglie di fico di verde poste a ventaglio su rosso (citato in LEOM) |
|        | Martinez (Piemonte) Fico (citato in DAlena) |
|        | Martinez (Palermo, Messina) Titolo: nobili tagliato 1° di rosso e il 2° d'azzurro, 1° al leone d'oro coronato, 2° luna crescente di una stella il tutto d'argento (citato in (29)) tagliato: di rosso e d'azzurro, nel 1° un leone rivolto d'oro, coronato dello stesso; nel 2° un crescente rivolto d'argento, sinistrato da una stella di sei raggi dello stesso (citato in Mango e in (32)) tagliato; nel 1° di rosso con un leone rivoltato e coronato di oro; nel 2° d'azzurro con una luna rivoltata di argento sinistrata da una stella del medesimo (citato in (32)) leone passante rivolto in sbarra coronato di oro su rosso sulla linea del tagliato - luna rivolta di argento stella (6 raggi) dello stesso in basso su azzurro (citato in LEOM) Corona di barone Notizie storiche in Famiglie nobili di Sicilia. Ulteriori notizie storiche in Famiglie nobili di Sicilia.                             |
|        | Martinez (Roma) Titolo: nobile romano spaccato nel 1 di rosso alla fascia d'oro con un albero al naturale nel cantone sinistro dl capo, nel 2 di azzurro a sei colombe d'argento poste 2, 2, 2 (Immagine nell' Archivio Storico Capitolino (PDF) (archiviato dall'url originale il 4 marzo 2016).) (citato in LORM) |
|        | Martinez (Milano) leone rampante rivolto di oro nascente da un castello a 2 torri merlato alla ghibellina di 2 pezzi di argento su nero (citato in LEOM) |
|        | Martinez di Montemuros (Sassari) agnello pasquale sdraiato rivolto di argento con la testa in maestà su un libro al naturale su azzurro - 3 foglie di fico di verde poste a ventaglio su rosso (citato in LEOM) |
|        | Martini (Monsummano) d'azzurro, al monte di 6 cime (3, 2, 1) di verde, sormontato da una mano di carnagione accostata da due stelle d'oro (citato in (2) – pag. 234 e in DAlena) |
|        | Martini (Monsummano, Roma) monte a 6 cime di oro uscente dalla punta sormontato da - mano destra appalmata di carnagione affiancata da - 2 stelle (6 raggi) di oro tutto su azzurro (citato in LEOM) |
|        | Martini (Bologna) troncato: d'azzurro e di rosso, l'azzurro caricato di un disco ovale d'argento, accostato da due arieti affrontati dello stesso, poggianti le zampe sul disco, il tutto sostenuto dalla linea di troncatura; al capo d'azzurro, caricato di tre gigli d'oro, posti tra i quattro pendenti di un lambello di rosso (FR) Coupé d'azur sur gueules, l'azur chargé d'un disque ovale d'argent, accosté de deux boucs affrontés du même, appuyant la patte sur le disque, le tout soutenu de la ligne du coupé. Au chef de l'écu d'azur, ch. de trois fleurs-de-lis d'or, rangées entre les quatre pendants d'un lambel de gueules. (citato in (8)) |
|        | Martini (Oria) partito: nel 1º d'azzurro al monte di tre cime di verde, accompagnate da tre gigli d'oro ordinati in capo, col capo d'azzurro caricato di una stella a 5 raggi d'argento; nel 2º d'azzurro al leone d'oro accompagnato da tre stelle a5 raggi dello stesso, ordinate in capo (citato in (4) – Vol. II pag. 328) |
|        | Martini (Siena) D'oro, al capro saliente al naturale alias D'oro, al capro saliente al naturale, con il capo dell'Impero (citato in (26)) |
|        | Martini (Siena) Troncato: nel 1° d'argento, al riccio passante al naturale; nel 2° di nero pieno (citato in (26)) |
|        | Martini (Prato) D'azzurro, a tre rami di rosaio d'argento, fioriti ciascuno di un pezzo dello stesso, nodriti sulla cima di un monte di tre cime d'oro (citato in (26)) (DE) In Blau 1 schwebender goldener Dreiberg, oben fächerförmig besteckt mit 3 natürlichen grünbeblätterten silbernen Blumen (citato in KHIF) |
|        | Martini (Prato) 3 fiori stelati di argento uscenti da monte a 3 cime di oro uscente dalla punta su azzurro (citato in LEOM) |
|        | Martini (Pescia) Di..., all'albero di..., nodrito su un monte di sei cime di... e sostenuto da un leone di..., coronato di... (citato in (26)) |
|        | Martini (Pescia) Di..., al leone di..., e alla fascia diminuita attraversante di... (citato in (26)) |
|        | Martini (Pescia, Colle) D'azzurro, al ramo di rosaio al naturale, fiorito di un pezzo d'argento, nodrito sulla cima di un monte di sei cime d'oro, e accostato da due stelle a otto punte dello stesso (citato in (26)) |
|        | Martini (Pescia, Pistoia) D'azzurro, alla mano destra appalmata di carnagione, nascente dalla cima di un monte di sei cime d'oro, e accostata da due stelle a otto punte dello stesso (citato in (26)) (DE) In Blau 1 schwebender goldener Sechsberg, oben besetzt mit 1 naturfarbenen rechten Hand und beidseitig begleitet von je 1 achtstrahligen goldenen Stern (citato in KHIF) alias D'azzurro, alla mano destra appalmata di carnagione, nascente dalla cima di un monte di sei cime d'oro, e accostata da due stelle a sei punte dello stesso (citato in (26)) |
|        | Martini (Lucca) Troncato d'argento e di rosso, al quadrato del primo nel secondo, caricato di una croce patente d'azzurro (citato in (26)) |
|        | Martini (Firenze, Prato) Di verde, al capro saliente d'azzurro, caricato di una crocetta patente di rosso, e accostato da due coltelli addossati d'argento manicati di nero; il tutto abbassato sotto il capo cucito d'Angiò (citato in (26)) |
|        | Martini (Firenze, Prato) Di rosso, alla fascia d'azzurro caricata di tre crocette d'oro (citato in (26)) (DE) In Rot 1 blauer Balken, belegt mit 3 goldenen Kreuzen (citato in KHIF) alias D'argento, a tre martelli di nero posti in fascia, ordinati l'uno sull'altro (citato in (26)) |
|        | Martini o Martini del Drago (Firenze) D'azzurro, al cervo saliente al naturale, accostato da due ferri di lancia d'argento, guarniti di rosso (citato in (26)) (DE) In Blau 1 naturfarbener Hirsch, beidseitig begleitet von je 1 silbernen Speerspitze mit rotem Tuch (citato in KHIF) |
|        | Martini (Firenze) Di..., alla banda di..., caricata di una banda di losanghe accollate di..., e accompagnata da due uccelli posati di... (citato in (26)) |
|        | Martini (Livorno) Di rosso, a tre scaglioni d'azzurro (citato in (26)) |
|        | Martini (Nizzardo) Titolo: consignori di Châteauneuf Di [...], al leone di [...], con la banda di [...], attraversante (citato in (28)) |
|        | Martini (Utelle) Titolo: conti di Pigna; consignori di Châteauneuf, Dosfraires Troncato, al 1° d'azzurro, all'agnello d'argento, passante, sormontato da una stella, d'oro; al 2° di verde, a due rosai nutriti nella pianura, il tutto d'oro alias D'azzurro, all'agnello d'argento, passante Motto: Deus videt (citato in (28)) |
|        | Martini (Cuneo) Troncato d'azzurro e di rosso, all'ariete rampante, d'argento, dall'uno nell'altro (citato in (28)) troncato d'azzurro e di rosso, all'ariete d'argento sul tutto (con la testa e il collo nella parte soprana ed il resto nell'inferiore) (citato in (34)) Cimiero: un angelo Motto: Vincas honestum |
|        | Martini o Martin (Cambiano) Troncato, d'oro, a tre fiamme di rosso, ordinate in fascia, e di rosso, all'agnello d'argento passante Motto: Vivo e morto - Vie et mort (citato in (28)) |
|        | Martini (Bosco Marengo) Di verde, al cappello da prete, di nero (citato in (28)) |
|        | Martini o Martino o De Martino o Di Martino (Sicilia) d'azzurro, a due leoni affrontati e controrampanti ad un monte piantato sopra un mare agitato, sormontato da tre stelle, il tutto d'oro alias d'azzurro, al leone d'oro tenente con le zampe anteriori una lira dello stesso (citato in Mango) |
|        | Martini o De Martinis (Sicilia) di rosso, a tre corone d'oro, ordinate 2 e 1 (citato in Mango e in (32)) Notizie storiche in Famiglie nobili di Sicilia. |
|        | Martini (Montefalco) (la blasonatura non è stata ancora caricata) (citato in Degli Abbati) |
|        | Martini (Nizza) agnello passante di argento su azzurro - stella (5 raggi) di oro su azzurro in alto - 2 rosai di oro uscenti dalla campagna dello stesso su verde (citato in LEOM) |
|        | Martini (Crema, Milano) aquila di nero coronata di oro su oro - capra passante di argento su azzurro - 3 stelle (6 raggi) di argento poste in fascia in alto su azzurro (citato in LEOM) |
|        | Martini (Cremona) Titolo: conti del Sacro Romano Impero, conti bavaresi, conti e cavalieri ereditari dell' I. A. inquartato; nel primo e nel quarto di rosso ad un'aquila d'oro coronata dello stesso; nel secondo e nel terzo d'oro ad una banda d'azzurro caricata di tre api d'oro poste in banda. Sul tutto interzato di verde, di azzurro e di rosso al capriolo d'argento accompagnato di tre gigli d'oro, due in capo e uno in punta (citato in BLCR) Immagine in Blasonario Cremonese (archiviato dall'url originale il 7 aprile 2014). |
|        | Martini (Cesena) (la blasonatura non è stata ancora caricata) (citato in BLCW) Immagine in Blasone Cesenate. |
|        | Martini (Cesena) (la blasonatura non è stata ancora caricata) (citato in BLCW) Immagine in Blasone Cesenate. |
|        | Martini Ballaira (Torino, Carignano) Titolo: conti di Cigala; consignori di Cocconato Inquartato: al 1° d'azzurro, all'agnello d'argento, passante; al 2° d'azzurro a tre bisanti d'argento; al 3° partito d'azzurro e d'oro a tre bisanti e tortelli dell'uno nell'altro; al 4° di rosso al liocorno d'argento, furioso Motto: Dominus videt (citato in (28)) |
|        | Martini Ballaira o Martini di Cigala (Torino) agnello di argento passante su azzurro - 3 palle di argento poste 2,1 su azzurro - 3 palle poste 2,1 partite di argento e di azzurro su partito di azzurro e di argento - liocorno rampante di argento su rosso (citato in LEOM) |
|        | Martini Ballaira o Martini di Cigala (Torino) agnello di argento passante su azzurro (citato in LEOM) |
|        | Martini Bernardi (Firenze) 2 capre controrampanti e affrontate ad un tronco di albero sradicato tutto al naturale su azzurro - fede vestita di rosso afferrante con le mani di carnagione ramo di giglio di giardino fiorito di 3 pezzi al naturale su oro (citato in LEOM) |
|        | Martini da Bagno (Firenze, Pescia) Di..., al cervo di..., coricato sul terreno di..., al piede di un albero di... e attraversante al tronco (citato in (26)) |
|        | Martini da Fargna (Siena) Di rosso, alla fascia d'oro accompagnata da tre teste di montone dello stesso, 2.1 (citato in (26)) |
|        | Martini da Sanminiatello (Firenze) D'argento, al semivolo levato di nero (citato in (26)) (DE) In Silber 1 schwarzer Flügel (citato in KHIF) alias D'azzurro, al semivolo levato d'argento (citato in (26)) (DE) In Blau 1 silberner Flügel (citato in KHIF) |
|        | Martini del Lion d'Oro (Firenze) D'azzurro, al monte di sei cime d'oro, sormontato da due stelle a otto punte dello stesso, ordinate in capo (citato in (26)) |
|        | Martini del Lion d'Oro (Firenze) D'azzurro, alla fascia di rosso caricata di tre crocette d'oro (citato in (26)) |
|        | Martini dell'Ala (Firenze, Prato) D'argento, al semivolo levato d'azzurro (citato in (26)) (DE) In Silber 1 blauer Flügel (citato in KHIF) |
|        | Martini o Martini dell'Ala (Toscana) (DE) In Blau 1 silberner Flügel (citato in KHIF) |
|        | Martini della Stella (Firenze) D'azzurro, alla croce scorciata d'oro, semiricrociata e controsemipotenziata, accantonata da quattro stelle a sei punte dello stesso (citato in (26)) |
|        | Martini delle Ruote (Firenze) D'azzurro, al tronco d'albero (o albero) al naturale, nodrito sul terreno dello stesso e sostenuto da due montoni controsalienti d'argento; il tutto sormontato da tre gigli di rosso ordinati fra i quattro pendenti di un lambello dello stesso (citato in (26)) |
|        | Martini detti Beccai (Firenze) becco (o capro) rampante di azzurro affiancato da - 2 coltelli di argento manicati di nero su verde - capo d'Angiò (citato in LEOM) |
|        | Martini o Martini di Guccio (Firenze, Prato) Troncato d'azzurro e d'oro, al leone leopardito del secondo nel primo (citato in (26)) alias (DE) Unter 1 blauen Schildhaupt, darin 1 schreitender goldener Löwe, ledig gold (citato in KHIF) |
|        | Martini o Martini di Roffo (Toscana) (DE) In Grün 1 goldene Gondel mit Ruder (citato in KHIF) |
|        | Martini Mancini (Firenze) d'azzurro, al monte di 6 cime d'oro (3, 2, 1) sostenente una rosa d'argento gambuta e fogliata di verde, accostata da due stelle d'oro (citato in (2) – pag. 234 e in DAlena) |
|        | Martini Mancini (Colle Val d'Elsa) monte a 6 cime di oro sostenente - una rosa di rosso stelata e fogliata di verde - il fiore affiancato da - 2 stelle (6 raggi) di oro tutto su azzurro (citato in LEOM) |
|        | Martini Mancini (Pescia) (la blasonatura non è stata ancora caricata) (Immagine nella Raccolta stemmi Topoguz.) |
|        | Martini Marescotti (Monsummano Terme, Romaxx) mano destra appalmata di carnagione su azzurro - 2 stelle (6 raggi) di oro in alto su azzurro - monte a 6 cime di oro su azzurro - leopardo illeonito di oro su fasciato di rosso e di argento - capo d'Impero (citato in LEOM) |
|        | Martini Marescotti (Monsummano, Roma) monte a 6 cime di oro uscente dalla punta sormontato da - mano destra appalmata di carnagione affiancata da - 2 stelle (6 raggi) di oro tutto su azzurro - pantera rampante al naturale su - 2 fasce di rosso su argento - capo d'Impero (citato in LEOM) |
|        | Martino (Catanzaro) D'azzurro alla banda d'oro accompagnata da due rose dello stesso (citato in DAlena e in BLCL) |
|        | Martino (Palermo, Sant'Angelo di Brolo) Titolo: barone di Rocca e Valdina (Maurogiovanni) d'azzurro al leone d'oro tenente una lira d'oro stesso (citato in (29)) leone rampante di oro lira dello stesso tra le anteriori su azzurro (citato in LEOM) alias d'azzurro a due leoni affrontanti sopra un monte ed un mare (accompagnati da tre stelle ordinate in fascia nel capo ?) il tutto d'argento (d'oro ?) (citato in (29)) 2 leoni controrampanti di oro su monte su mare dello stesso su azzurro - 3 stelle (5 raggi) di oro poste in fascia in alto su azzurro (citato in LEOM) |
|        | Martino (Molfetta) spaccato, al 1° d'azzurro, 3 alabarde d'argento astate di nero e sormontate da 3 stelle d'oro, ordinate in fascia, al 2° fasciato d'azzurro e di rosso di 8 pezzi Motto: Tutoir et ulciscor (citato in) |
|        | Martino di Cefalù (Sicilia) Titol.o: barone di Rocca-Valdina d'azzurro, con due leoni affrontati e controrampanti ad un monte piantato sopra un mare agitato d'argento sormontato da tré stelle il tutto d'oro (citato in (32)) Corona di barone Notizie storiche in Famiglie nobili di Sicilia. |
|        | Martinolio (Crevacuore) Troncato, al 1° d'azzurro, al coniglio d'argento, al 2° d'oro, a cinque pianticelle di margherita, fiorite sopra un terreno, di verde, muovente dalla punta (citato in (28)) |
|        | Martinon-Timolat (Palermo) d'azzurro, alla torre di due piani, merlata di tre pezzi d'argento, sostenuta da due leoni controrampanti d'oro, sormontati da due stelle a otto raggi dello stesso (Immagine nella Raccolta stemmi Trippini (JPG).) |
|        | Martinoni (Brescia) (d'azzurro, al braccio destro d'argento, tenente un listello incurvato dello stesso caricato delle lettere EX ALTO di nero, sormontato da una stella a otto raggi d'oro) (citato in CASN) Immagine in http://opac.casanatense.it/GEIDEFile/D870.JPG?Archive=129314694759&File=ms+460_jpg |
|        | Martinoni Caleppio (Brescia) braccio destro armato al naturale uscente da destra tenente con la mano di carnagione un pennone di azzurro caricato da un tribolo di oro (apparentemente stella a 4 raggi) su argento - stella (8 raggi) di oro su azzurro in capo (citato in LEOM) |
|        | Martinotto (Mondovì) Troncato, al 1° di rosso, al castello d'azzurro, di tre torri, la centrale più alta, aperto del campo, al 2° bandato di sei pezzi, di rosso, d'azzurro, d'oro, d'azzurro, d'oro e di rosso, con la fascia d'oro attraversante (citato in (28)) |
|        | Martinozzi (Siena) D'oro, alla fascia d'azzurro caricata di tre stelle a sei punte del campo, e al capo semipartito del secondo e del primo, caricato di un'aquila bicipite spiegata dell'uno all'altro alias D'oro, alla fascia d'azzurro caricata di tre stelle a otto punte del campo, e al capo semipartito del secondo e del primo, caricato di un'aquila bicipite spiegata dell'uno all'altro alias Inquartato d'azzurro e d'oro, all'aquila bicipite spiegata e coronata sulle due teste, dell'uno all'altro nei due quarti superiori; e alla fascia attraversante del primo caricata di tre stelle a sei punte del secondo (citato in (26)) alias Inquartato d'azzurro e d'oro, all'aquila bicipite spiegata e coronata di un pezzo, dell'uno all'altro nei due quarti superiori; e alla fascia attraversante del primo caricata di tre stelle del secondo (Immagine nella Raccolta stemmi Trippini (JPG).) |
|        | Martinozzi (San Severino) Giglio (citato in DAlena) |
|        | Martinozzi (Roma) 3 stelle (6 raggi) di oro su fascia di azzurro su oro - aquila bicipite coronata su ambo le teste partita di oro e di azzurro su partito di azzurro e di oro in capo (citato in LEOM) |
|        | Martinucci (Firenze) Tagliato d'oro e di rosso, alla sbarra dell'uno all'altro accompagnata da due stelle a otto punte dell'uno nell'altro; il tutto abbassato sotto il capo d'Angiò alias Tagliato d'oro e di rosso, alla sbarra dell'uno all'altro accompagnata da due stelle a sei punte dell'uno nell'altro; il tutto abbassato sotto il capo d'Angiò (citato in (26)) |
|        | Martinusio (Ragusa/Dubrovnik) troncato: nel 1º d'oro pieno; nel 2º di rosso, a tre bande d'argento (citato in (7)) (FR) Coupé: au 1, d'or plein; au 2, de gueules, à trois bandes d'argent. Casque couronné. (citato in (8)) |
|        | Martirano (Cosenza) Interzato in fascia: il 1° d'azzurro a 3 stelle ben ordinate d'oro; il 2° d'azzurro a 3 fasce scaccate d'oro e di nero di due file alla gemella di rosso attraversante in banda; il 3° di rosso alla testa di leone strappata d'oro (citato in DAlena e in BLCL) |
|        | Martirano (Cosenza) D'azzurro a 3 filetti scaccati d'oro e di nero in fascia accompagnati in capo da 2 stelle ed in punta da una testa di leone strappata d'argento (citato in DAlena e in BLCL) |
|        | Martirano (Tropea) di rosso a tre filetti scaccati d'oro e di nero in fascia accompagnati in capo da tre stelle d'oro e in punta da una testa di leone strappata d'argento (citato in BLCL) |
|        | Martirano (Tropea) interzato in fascia: nel primo (di rosso?) a tre stelle d'oro ; nel secondo di azzurro a tre fasce scaccate di oro e di nero a due file attraversate dalla gemella di rosso posta in banda; nel terzo di rosso alla testa di leone d'oro recisa e sanguinosa (citato in BLCL) Motto: Virtute dominiis et armis Immagine e notizie storiche in Tropea Magazine. |
|        | Martirano (Tropea) (LA) campum ceruleum et tres stellas, tres sbarras et caput Leonis manans sanguine in campo rubeo (citato in BLCL) Immagine e notizie storiche in Tropea Magazine. |
|        | Martirano (Napoletano) (la blasonatura non è stata ancora caricata) (citato in (31)) |

### Martu
| Stemma | Casato e blasonatura |
| ------ | --- |
|        | Martucci (Napoli, Altamura) Titolo: nobili d'azzurro al terrazzo di verde al leone al naturale coronato d'oro (citato in (29)) leone rampante al naturale coronato di oro su terrazzo di verde su azzurro (citato in LEOM) |
|        | Martucci (Rossano, Napoli) Titolo: marchese di Scarfizzi inquartata: 1 e 4 d'oro al castagno al naturale su una pianura di verde sinistrata da una martora al naturale, 2 e 3 d'azzurro al leone d'oro alla banda di rosso caricata da sette stelle d'argento (citato in (29)) albero di castagno al naturale su terrazzo di verde affiancato a destra da - martona rampante verso il tronco al naturale su oro - 7 stelle (6 raggi) di argento su banda di rosso su - leone rampante di oro su azzurro (citato in LEOM)    |
|        | Martuzzi (Bologna, Vignola) albero di cotogno al naturale fruttato di mele di oro sradicato posto su terrazzo di verde su azzurro - ramarro di verde passante sul terrazzo a destra - 3 stelle (8 raggi) di argento in alto su azzurro poste 1,2 (citato in LEOM) |
|        | Martuzzi (Bologna, Vignola) albero di cotogno al naturale fruttato di mele di oro sradicato posto su terrazzo di verde su azzurro - nastro di argento attraversante il tronco dell'albero con motto "FIDELITAS" in lettere maiuscole di nero - capra di argento rampante contro l'albero - in basso da sinistra cavallo di argento fermo bardato e sellato di rosso su cavaliere caduto vestito di rosso - ramarro passante a destra di verde - 3 stelle (8 raggi) di argento su azzurro in alto poste 1,2 (citato in LEOM) |

### Maru
| Stemma | Casato e blasonatura |
| ------ | --- |
|        | Marucelli (Firenze) D'azzurro, alla banda d'oro caricata di tre stelle a otto punte del campo e accostata superiormente da un martello d'argento, manicato d'oro, e inferiormente da un'incudine pure d'argento alias D'azzurro, alla banda d'oro, caricata di tre stelle a otto punte del campo e accompagnata da due rose d'argento, 1.1 alias D'azzurro, alla banda d'oro, caricata di tre stelle a sei punte del campo e accompagnata da due rose d'argento, 1.1 alias D'azzurro, alla banda d'oro, caricata di tre stelle a sei punte del campo e accompagnata da due rose d'argento, 1.1, con il capo di rosso caricato di tre aquilotti d'argento, coronati dello stesso, 1.2 alias D'azzurro, alla banda d'oro, caricata di tre stelle a otto punte del campo e accompagnata da due rose d'argento, 1.1, con il capo di rosso caricato di tre aquilotti d'oro, coronati dello stesso, 1.2 alias D'azzurro, alla banda d'oro, caricata di tre stelle a sei punte del campo e accompagnata da due rose d'argento, 1.1, con il capo di rosso caricato di tre aquilotti d'oro, coronati dello stesso, 1.2 alias D'azzurro, alla banda d'oro, caricata di tre stelle a otto punte del campo e accompagnata da due rose d'argento, 1.1, con il capo di rosso caricato di tre aquilotti d'argento, coronati dello stesso, 1.2 alias D'azzurro, alla banda d'oro, caricata di tre stelle a sei punte del campo e accompagnata da due rose d'argento, 1.1, con il capo d'argento caricato di tre aquilotti d'argento, coronati dello stesso, 1.2 alias D'azzurro, alla banda d'oro, caricata di tre stelle a otto punte del campo e accompagnata da due rose d'argento, 1.1, con il capo d'argento caricato di tre aquilotti d'oro, coronati dello stesso, 1.2 alias D'azzurro, alla banda d'oro, caricata di tre stelle a sei punte del campo e accompagnata da due rose d'argento, 1.1, con il capo d'argento caricato di tre aquilotti d'oro, coronati dello stesso, 1.2 alias D'azzurro, alla banda d'oro, caricata di tre stelle a otto punte del campo e accompagnata da due rose d'argento, 1.1, con il capo d'argento caricato di tre aquilotti d'argento, coronati dello stesso, 1.2 alias D'azzurro, alla banda d'oro caricata di tre stelle a otto punte del campo, e accompagnata da due rami di rosaio fioriti e gambuti di rosso, 1.1 alias D'azzurro, alla banda d'oro caricata di tre stelle a otto punte del campo, e accompagnata da due rami di rosaio fioriti e gambuti al naturale, 1.1 (citato in (26)) |
|        | Marucelli o Maruscelli (Toscana) (DE) In Blau 1 goldener Schrägbalken belegt mit 3 achtstrahligen blauen Sternen und beidseitig begleitet von je 1 roten Rose (citato in KHIF) |
|        | Maruchi o Maricchi (Biella) Inquartato, al 1° e 4° di rosso, al leone d'oro, al 2° e 3° fasciato d'argento e d'azzurro alias Inquartato, al 1° e 4° di rosso, al leone d'oro, al 2° e 3° fasciato d'oro e d'azzurro Motto: Festina lente (citato in (28)) |
|        | Marulli (Firenze) Partito: nel 1° d'azzurro, al leone leopardito d'oro, sormontato da una crocetta patente dello stesso; nel 2° d'argento, all'aquila bicipite di nero, coronata d'oro e caricata nel cuore di uno scudetto dello stesso, sovraccaricato di un leone di rosso (citato in (26)) |
|        | Marulli (Molise) D'azzurro al leopardo d'oro sormontato da una crocetta scorciata d'argento alias d'azzurro al leone d'oro passante, sormontato nel capo da una croce d'argento (citato in DAlena) |
|        | Marulli (Napoli) leone passante di oro sormontato da - croce di Malta di argento tutto su azzurro (citato in LEOM) |
|        | Marulli o Marulli d'Ascoli o Marulli di San Cesario o Marulli Galiberti (Ascoli Satriano, Napoli, Roma, Bologna, Genova, Parigi) Titolo: Principe di Sant'Angelo dei Lombardi e di Fagiano, duca d'Ascoli, barone di Nusco, Lioni, Carbonara, Monticchio, Oppido, Montemarano, Volturara e Parolisi, patrizio napoletano / conte, nobile di Barletta / duca di San Cesario, marchese di Longano col predicato di Assigliano e Cesana, nobile di Barletta; altri titoli della famiglia: nobile di Bologna, patrizio di Adria, patrizio di Firenze d'azzurro al leone d'oro rampante sormontato nel capo da una croce patente d'oro (citato in (31)) alias d'azzurro al leone rampante di oro sormontato da una croce patente dello stesso, lampassato e armato di Rosso alias d'azzurro al leone illeopardito d'oro sormontato da una croce patente scorciata di argento alias d'azzurro al leone illeopardito d'oro sormontato da una croce biforcata dello stesso alias partito: nel primo d'argento all'aquila bicipite di nero, ciascuna testa coronata d'oro, caricata in petto da uno scudo ovale d'argento caricato di un leone d'oro, nel secondo d'azzurro al leone illeopardito d'oro sormontato da una croce biforcata dello stesso (citato in (29)) Notizie storiche in Nobili napoletani. |
|        | Marulli (Napoli, Messina) colomba rivolta di argento ferma sulla troncatura su rosso - oro pieno (citato in LEOM) |
|        | Marullo o Merulla o Mirulla (Messina, Milazzo, Furnari) Titolo: barone di Casalnuovo, S. Stefano, Mola, Stadera; conte di Agosta; marchese di Condojanni; duca di Carcaci; principe di Castellaci troncato di rosso e d'oro, alla colomba d'argento posata sulla ripartizione (citato in (29) e in Mango) diviso di rosso e d'oro, con una colomba d'argento nel primo posata sul diviso (citato in (32)) colomba (uccello) di argento posata sulla troncatura del troncato di rosso e di oro (citato in LEOM) Corona di duca Notizie storiche in Famiglie nobili di Sicilia. Ulteriori notizie storiche in Famiglie nobili di Sicilia. |

### Marz
| Stemma | Casato e blasonatura |
| ------ | --- |
|        | Marzani (Villa Lagarina, Rovereto, Innsbruck) 2 dadi di nero posti in banda sull'argento del - trinciato di argento e di rosso su scudetto coronato da una corona comitale di oro su - sirena fluttuante posta di tre quarti sul mare tutto al naturale tenente nella sinistra una croce latina di nero su azzurro - 3 stelle (6 raggi) di oro poste 2,1 su rosso (citato in LEOM) |
|        | Marzano o Marzana (Napoli) d'argento, alla croce potenziata di nero (citato in (2) – pag. 434, in (5) - pag. 150) alias (d'oro, alla croce potenziata di nero) (citato in (24)) |
|        | Marzano (Brescia) d'oro, alla croce potenziata di nero (citato in (3) ) |
|        | Marzano (Calabria) D'argento alla croce potenziata di nero Cimiero: testa e collo di liocorno di nero (citato in DAlena) |
|        | Marzano (Foggia) (la blasonatura non è stata ancora caricata) (citato in DAlena) |
|        | Marzano (Napoletano) (la blasonatura non è stata ancora caricata) (d'oro, alla croce potenziata di nero) (citato in (31)) |
|        | Marzano (Tropea) in campo d'oro al leone rampante di nero linguato di rosso nel petto lo scudo d'argento con sbarra di nero (citato in BLCL) Immagine in Tropea Magazine. |
|        | Marzano (Tropea) (LA) campum aureum et Leonem nigrum Linguatum rubro colore in pectore Leonis extat scutum argenteo campo in medio barra similiter nigra (citato in BLCL) Notizie storiche in Tropea Magazine. |
|        | Marzano Ruffo (Napoletano) (la blasonatura non è stata ancora caricata) (citato in (31)) |
|        | Marzari (Vicenza) aquila di nero coronata di oro su monte a 3 cime di verde uscente dalla troncatura su oro - 2 fasce di oro su azzurro (citato in LEOM) |
|        | Marzi (Siena) Di rosso, alla banda doppiomerlata d'argento (citato in (26)) |
|        | Marzi Medici (Toscana) (DE) In Gold 1 linksgewendeter roter Löwe 1 schwarzen Ziegenbock zugewendet, beide begleitet oben von 1 roten Scheibe und überhöht von 1 vierlätzigen roten Turnierkragen mit je 1 silbernen Lilie zwischen den Lätzen (citato in KHIF) |
|        | Marziani (Giovinazzo, Capua) Titolo: nobili troncato di rosso e verde al leone dell'uno e dell'altro con la branca impugnante un martello d'oro (citato in (29)) leone rampante troncato di verde e di rosso su troncato di rosso e di verde tenente in destra un martello di oro (citato in LEOM) |
|        | Marziani (Messina, Taormina, Lentini) Titolo: barone della Roccella; marchese di Motta-Camastra; principe di Furnari troncato: di rosso e di nero, al leone dell'uno all'altro, impugnante con la destra un martello d'oro (citato in Mango e in (32)) Corona di principe Notizie storiche in Famiglie nobili di Sicilia. |
|        | Marziani (Lombardia) semipartito troncato - 1° quarto di rosso al braccio sinistro reciso armato afferrante con la mano di carnagione una spada posta in palo di argento - 2° quarto leone rampante di rosso su oro - troncato al 2° di azzurro allo scoglio a 3 cime la centrale più alta al naturale uscente dalla punta sormontato da - 3 stelle (8 raggi) di oro poste 1,2 (citato in LEOM) |
|        | Marzichi (Firenze) D'azzurro, al rincontro di toro d'oro alias D'azzurro, al rincontro di toro d'oro, sormontato da una palla di rosso alias Di rosso, all'aquila dal volo spiegato d'argento, coronata d'oro, e caricata nel cuore di uno scudetto d'azzurro, sovraccaricato di un rincontro di toro d'oro, sormontato da una palla di rosso (citato in (26)) |
|        | Marzichi o Marzichi Lenzi o Marzichi dei Tedaldi (Firenze) testa di toro in maestà al naturale (riscontro di toro) sormontato da - palla di rosso posta tra le corna tutto su azzurro (citato in LEOM) |
|        | Marzimedici (Firenze) D'oro, al leone di rosso e al capro saliente di nero, sanguinoso di rosso, affrontati e sormontati da una palla pure di rosso; il tutto accompagnato in capo da tre gigli d'azzurro ordinati fra i quattro pendenti di un lambello di rosso (citato in (26)) |
|        | Marzio (Umbria) Grifone (citato in DAlena) |
|        | Marzio o Marzo (Sicilia) d'azzurro, a due leoni affrontati tenenti con le zampe due martelli sormontati da un sole; il tutto d'oro (citato in Mango) |
|        | Marzo (Sicilia) D'azzurro, con due leoni affrontati tenenti con le zampe due martelli sormontati da un sole il tutto di oro (citato in (32)) Notizie storiche in Famiglie nobili di Sicilia. |
|        | Marzola (Cesena) (la blasonatura non è stata ancora caricata) (citato in BLCW) Immagine in Blasone Cesenate. |
|        | Marzoli (Piacenza) albero di palma di verde su ristretto dello stesso su azzurro - braccio destro armato al naturale uscente da sinistra afferrante con la mano di carnagione un girasole di oro in palo su azzurro - fasciato di azzurro e di oro - albero di palma su ristretto al naturale su argento - leone rampante di rosso contro il tronco su argento (citato in LEOM) |
|        | Marzoli (Piacenza) braccio destro armato al naturale uscente da sinistra afferrante con la mano di carnagione un albero fiorito di rosso uscente da monte a 3 cime di verde uscente dalla punta su azzurro (citato in LEOM) |
|        | Marzotto Caotorta (Fiesole) ancora di argento gomenata di rosso a 2 marre nascente da - campagna mareggiata di argento e di verde su azzurro (citato in LEOM) |
|        | Marzucco o Marsucco (Astigiano, Imperia, Torino, Asti) Titolo: conti di Marspuch; conti Partito, al 1° d'azzurro, all'aquila coronata, di nero, accompagnata in capo da tre crocette, in punta da tre gigli, tutti d'oro e ordinati in fascia, al 2° di rosso, al leone coronato d'oro, rampante a un olivo al naturale, sradicato e sormontato da una crocetta, di rosso (citato in (28)) aquila coronata di nero su azzurro - 3 crocette di oro poste in fascia in alto - 3 gigli di oro posti in fascia in basso su azzurro - leone rampante coronato di oro verso un albero di olivo al naturale sradicato sormontato da - crocetta di oro tutto su rosso (citato in LEOM) |